# Mystic (Walibi Rhône-Alpes)
Mystic in Walibi Rhône-Alpes (Les Avenières, Auvergne-Rhône-Alpes, Frankreich) ist eine Stahlachterbahn vom Typ Infinity Coaster des Herstellers Gerstlauer Amusement Rides, die am 30. Mai 2019 eröffnet wurde. Sie ist zurzeit (Stand Oktober 2023), neben Flash: Vertical Velocity in Six Flags Discovery Kingdom, nur eine von zwei Achterbahnen weltweit, die über einen Twisted Inline-Rollback verfügen.
Die 575 m lange Strecke ist keine geschlossene Strecke, sondern zählt zur Kategorie der Shuttle Coaster. Der Zug fährt nach der Vorwärtsfahrt allerdings nicht die gesamte Strecke wieder rückwärts, sondern nur das letzte Element, der Twisted Inline-Rollback, und wird auf der Strecke davor, die eine Verschiebespur ist, abgebremst. Danach wird die Verschiebespur zusammen mit dem darauf befindlichen Zug verschoben, sodass der Zug in die Station fahren kann. Die Strecke erreicht eine Höhe von 31 m und verfügt über einen Outside-Top-Hat und drei Inversionen: eine Zero-g-Roll, einen Dive-Loop und den Twisted Inline-Rollback.

## Züge
Mystic besitzt zwei Züge mit jeweils drei Wagen. In jedem Wagen können vier Personen (eine Reihe) Platz nehmen.